# エジプト・ポンド
エジプト・ポンドは、エジプト中央銀行が発行し、エジプトで現在使われている通貨。アラビア語ではよくギニー（ギネー）と呼ばれる。単位記号は英語：E£あるいはアラビア語：ج.مで、略称はEL、ISOコードではEGPとなる。また補助単位としてピアストル (Piastre=Pt、100Pt=1E£）がある。
2016年11月、エジプト中央銀行は外国為替を変動相場制に移行した。その直前まで1ドル(＄)=8.8E£に固定されていた為替レートは、中央銀行が誘導目標に設定した1＄=13E£に急落。2017年5月時点では1＄=18E£台とさらに下落し、物価高騰を招いている。

## 補助単位
ピアストル(قرش, クルシュ、エルシュ)

## 硬貨
硬貨は現在、25、50ピアストル、1ポンドが流通している。25、50ピアストルの2種類はメッキ鋼鉄製、1ポンドはバイメタル貨である。
1837年から1900年の間に、1、5パラ*銅貨、10、20パラ、1、5、10、20ピアストル銀貨、5、10、20ピアストル、1ポンド金貨が発行され、1839年には50ピアストル金貨が発行された。
その後銀貨は発行され続け、1853年に10パラ銅貨が発行された。
1862年に再び10パラ銅貨が発行され、翌年1863年に4パラ銅貨と21⁄2ピアストル銅貨が発行された。
1867年には25ピアストル金貨が発行された。
1885年に新たに¼、½、1、2、5ミッリーム青銅貨、1、2、5、10、20ピアストル銀貨が発行された。金貨は実質的には廃止され、わずかに5、10ピアストル金貨が発行された。
1916年から1917年の間に、新たに有孔の½ミッリーム青銅貨、1、2、5、10ミッリーム白銅貨、2、5、10、20ピアストル銀貨が発行され続け、１ポンド金貨が再び発行された。1922年から1923年の間に金貨は20、50ピアストル、1、5ポンドの額面のものも発行された。1924年に1ミッリーム硬貨が青銅から白銅へ置き換わり、他の白銅貨は有孔から無孔のものに変更された。1938年に5、10ミッリーム青銅貨が発行され、1944年には六角形の2ピアストル銀貨も発行された。
1954年から1956年の間に1、5、10ミッリームアルミ青銅貨、5、10、20ピアストル銀貨が発行され、銀貨のサイズは大幅に縮小された。1962年に2ミッリームアルミ青銅貨が発行された。1967年に銀貨は廃止され、5、10ピアストル白銅貨が発行された。
1972年に1、5、10ミッリーム硬貨がアルミニウムからアルミ青銅に変更され、1973年には5、10ミッリームが黄銅貨に変更された。1980年に2ピアストルアルミ青銅貨と20ピアストル白銅貨が発行された。 1992年に5、10ピアストル黄銅貨、続いて1993年に有孔の25ピアストル白銅貨が発行された。
2004年に5ピアストル硬貨のサイズが縮小され、2008年には10、25ピアストル硬貨のサイズが縮小された。
2006年6月1日には、年号が2005年の50ピアストル硬貨と1ポンドバイメタル貨が発行された。2007年には50ピアストル硬貨のサイズが縮小された。
2008年、金額が小さすぎるため、20ピアストル以下の硬貨が流通停止となった。
*1パラ＝1/40ピアストル

## 紙幣
紙幣は25、50ピアストル、1、5、10、20、50、100、200ポンドが発行されている。
1899年にエジプト国立銀行は50ピアストル、1、5、10、50、100ポンド紙幣を発行した。1916年から1917年の間に25ピアストル紙幣が追加され、政府紙幣の5、10ピアストル紙幣も発行された。この政府紙幣は断続的に発行され、現在は財務省によって発行されている。
1961年、エジプト中央銀行が国立銀行から引き継ぎ、1976年に25、50ピアストル、1、5、10、20ポンド紙幣、1978年に100ポンド紙幣、1993年に50ポンド紙幣、2007年に200ポンド紙幣が発行された。
エジプト紙幣はすべて二か国語で表記されており、表にはアラビア語とインド数字、裏には英語とアラビア数字で表記されている。裏面には古代エジプトのモチーフ(建物、彫像、ヒエログリフ等)、表面にはモスクなどのイスラーム建築がデザインされている。2006年12月、アル＝アハラームとアル＝アクバールの新聞記事において、200ポンドと500ポンドの紙幣を発行する計画があると述べられていた。2019年現在、200ポンドの紙幣は流通しているが、500ポンドの紙幣を発行する計画はない。
| 紙幣一覧 | 紙幣一覧 | 紙幣一覧     | 紙幣一覧               | 紙幣一覧                           | 紙幣一覧                 |
| 画像     | 画像     | 額面         | 主な配色               | デザイン                           | デザイン                 |
| 表       | 裏       | 額面         | 主な配色               | 表                                 | 裏                       |
| -------- | -------- | ------------ | ---------------------- | ---------------------------------- | ------------------------ |
|          |          | 25ピアストル | 紫、ペールブルー       | アッ＝サイーダ・アーイシャ・モスク | エジプトの国章           |
|          |          | 50ピアストル | ブラウン、緑           | アズハル・モスク                   | ラムセス2世              |
|          |          | 1ポンド      | ブラウン、オレンジ     | スルタン・カーイトバーイ・モスク   | アブシンベル神殿         |
|          |          | 5ポンド      | ダークブルー、緑       | イブン＝トゥールーン・モスク       | ナイル川とその恵みの表現 |
|          |          | 10ポンド     | ブラウン、ピンク       | アッ＝リファーイー・モスク         | カフラー王の彫像         |
|          |          | 20ポンド     | 緑                     | ムハンマド・アリー・モスク         | セソストリス神殿         |
|          |          | 50ポンド     | 赤茶                   | アブー・ハリバ・モスク             | エドフ神殿               |
|          |          | 100ポンド    | 緑、紫                 | スルタン・ハサン・モスク           | スフィンクス             |
|          |          | 200ポンド    | バイオレット、ブラウン | カニーベイ・アル・ラーマン・モスク | 書記座像                 |